# Абу Яхья Абу Бакр
Абу Яхья Абу Бакр ибн Абд аль-Хакк (ум. 1258) — четвёртый маринидский султан Марокко.

## Биография
После первых столкновений между Маринидами и Альмохадами в начале XIII века, Мариниды стали важным фактором в борьбе за гегемонию в Марокко из-за упадка империи Альмохадов. 
Ещё в 1245 году Мариниды захватили Мекнес, а спустя три года халиф Альмохадов Али Абуль-Хасан ас-Саид нанял Маринидов как наёмников в борьбе с Абдальвадидов. Халиф попал в засаду и был убит, чем воспользовались Мариниды и заняли Фес (1248), который был объявлен столицей новой правящей династии Марокко. Отныне угасающая империя Альмохадов была ограничена территориями южного Марокко. Чтобы укрепить легитимность новой династии, Абу Яхья Абу Бакр впервые признал власть Хафсидов в Ифрикии - одного и главным врагов Альмохадов. На покорённых территориях Абу Яхья Абу Бакр назначил своих сыновей и других родственников губернаторами.
После смерти Абу Бакра в династии началась междоусобная война, в которой в конечном счёте победителем стал правитель Феса Абу Юсуф Якуб (1259-1286).